# It's So Hard to Tell Who's Going to Love You the Best
It's So Hard to Tell Who's Going to Love You the Best è l'album di debutto della cantante statunitense Karen Dalton, pubblicato dalla Capitol Records nel 1969.
L'album è stato poi ristampato in CD dalla Koch Entertainment nel 1997. Nel 2006, Megaphone ha provveduto ad una nuova pubblicazione, con un nuovo packaging, un nuovo libretto e un DVD con video d'archivio. Nel 2009 la Light In The Attic Records ha stampato ancora una volta l'album, stavolta su vinile.

## Tracce
Lato A
1. Little Bit of Rain – 2:30 (Fred Neil)
2. Sweet Substitute – 2:40 (Jelly Roll Morton)
3. Ribbon Bow – 2:55 (Brano tradizionale, adattamento di Karen Dalton)
4. I Love You More Than Words Can Say – 3:30 (Eddie Floyd, Booker T. Jones)
5. In the Evening (It's so Hard to Tell Who's Going to Love You the Best) – 4:29 (Leroy Carr)

Lato B
1. Blues on the Ceiling – 3:30 (Fred Neil)
2. It Hurts Me Too – 3:05 (Meldon London)
3. How Did the Feeling Feel to You – 2:52 (Tim Hardin)
4. Right, Wrong or Ready – 2:58 (Major Wiley)
5. Down on the Street (Don't You Follow Me Down) – 2:17 (Huddie Ledbetter)

- L'album fu registrato presso lo Studio A, The Record Plant di New York City, New York (Stati Uniti)

## Formazione
- Karen Dalton - voce, chitarra a 12 corde, banjo
- Dan Hankin - chitarra acustica a sei corde
- Kim King - chitarra elettrica
- Harvey Brooks - basso elettrico
- Gary Chester - percussioni[1]